# دایره (فیلم ۲۰۱۴)
«دایره» (آلمانی: Der Kreis) فیلمی در ژانر مستند است که در سال ۲۰۱۴ منتشر شد.